# Brenda Taylor (Ruderin)
Brenda Susan Taylor (* 28. Oktober 1962 in Nanaimo, Kanada) ist eine kanadische Ruderin.
Taylor nahm an den Olympischen Spielen 1992 in Barcelona teil, wo sie im Vierer ohne Steuermann und im Achter die Goldmedaille holte.